# SiN
SiN ist ein Ego-Shooter des Entwicklers Ritual Entertainment, der im November 1998 von Activision veröffentlicht wurde. Das Spiel wurde dann von Hyperion Entertainment auf Linux portiert.
Außerdem erschien im Jahr 1999 mit SiN: Wages of SiN ein Add-on zu SiN, welches 17 neue Level, zehn neue Gegner und sieben neue Waffen bietet und von 2015 Games entwickelt wurde. 2000 erschien SiN Gold welches Hauptspiel und Erweiterung kombiniert, allerdings zunächst ausschließlich für Mac OS. Seit 2014 ist SiN Gold als Download auch für Windows erhältlich.
Mit SiN Episodes existiert ein Nachfolger und mit SiN: The Movie ein Anime, der lose auf dem Franchise basiert.

## Handlung
Man steuert den Polizisten John Blade, welcher von einem Hacker namens JC unterstützt wird. Man muss die Herkunft der Droge „U-4“ untersuchen, die von einer Firma namens „SinTek“ hergestellt wird. John Blade arbeitet für die „HardCORPS“ (gesprochen Hardcore), eine private Sicherheitsagentur, welche von der Regierung der Stadt Freeport City ins Leben gerufen wurde, um Unruhen zu bekämpfen.

### Charaktere

#### Elexis Sinclair
Die attraktive Gegenspielerin von John Blade. Sie ist die Chefin des Konzerns „SiN-Tec Industries“ und will die Evolution der Menschheit mit der Droge „U-4“ in eine andere Richtung lenken. Die Droge lässt die Bewohner der Stadt Freeport City zu Mutanten werden, wodurch auf den Straßen das Chaos herrscht. Elexis kann am Ende von SiN entkommen und taucht im Nachfolger SiN Episodes: Emergence wieder auf.

#### JC
Der Hacker JC steht Blade als Ratgeber über Funk zur Seite. JC kann es sich nicht nehmen lassen, sich während des Spielverlaufs über Blades Missgeschicke lustig zu machen. Seine Initialen sind eine Anspielung auf John Carmack, einen der Programmierer der in SiN verwendeten Quake-II-Engine.

## Technik
SiN bietet für sein Alter innovative Waffen und stimmungsvoll passende Musik. Das Spiel basiert auf einer modifizierten Quake-2-Engine und bietet 16-Bit-Grafik in Hardware- und Software-Modus sowie einen Mehrspielermodus via LAN oder Internet. An vielen Stellen des Spieles sind Scripte eingesetzt worden. Unterstützt wurden 3Dfx-Karten, Power VR, sowie jede OpenGL-fähige 3D-Grafikkarte.
Im Spiel vorhandene Computer-Terminals konnten aktiviert werden und nahmen dann direkt Tastatur-Eingaben entgegen. Durch Drücken von Escape konnte man wieder seinen Spieler steuern. Derartig in das Spiel integrierte direkt bedienbare Terminals fanden sich erst 6 Jahre später in Doom 3 wieder, in dem diese noch nicht einmal aktiviert werden müssen, sondern mit flüssigem Übergang sofort beim Betrachten (per Maus) steuerbar sind.
SiN bot erstmals einen Multiplayer-Level mit mehreren Schwerkraftachsen und das erste kommerzielle Miniaturisierungs-Level, in dem sich die Spielfiguren scheinbar geschrumpft in riesigen Wohnräumen bewegten. Zu den Level-Designern des Spieles gehörte Richard Gray.
Mit dem Leveleditor „Quark“ ist es außerdem möglich eigene Level für SiN und das Add-on zu erstellen.

## Altersfreigabe
In Deutschland wurde SiN wegen seines brutalen Inhaltes von der damaligen BPjS indiziert. Auch die deutsche Version wurde indiziert, da man mit Hilfe einer kleinen Änderung den Originalzustand wiederherstellen konnte. Die Änderungen betrafen sowohl das ganze Blut im Spiel, sowie geschnittene Szenen in einer Cyborgfabrik, in der einfach nur Kisten mit der Aufschrift „Censored“ übers Fließband rollen. Die Indizierung wurde im Oktober 2023 durch automatische Listenstreichung gemäß § 18 Abs. 7 JuSchG aufgehoben.

## Rezeption
Grafisch könne SiN nicht mit Unreal mithalten und böte auch keine Schockeffekte wie Half-Life sei aber ein Shooter der neuen Generation, die beim Spieler mehr ansprechen als nur den Killerinstinkt. Die Hintergrundgeschichte sei spannend aufgebaut und die Dialoge humorvoll. Die Geschicklichkeitseinlagen und Schalterrätsel wirken nicht aufgesetzt. Die sehr langen Ladezeiten stören. Das Leveldesign sei nett, wenn auch teils sehr düster und mit sehr vielen Sprung-Passagen. Die Lichteffekte bleiben statisch selbst wenn Lichtquellen zerstört werden. Ebenso tauchen abrupt Gegenstände auf oder Figuren verschwinden in Wänden. Das Verhalten der Gegner sei nur mäßig intelligent. Zumal sie bescheiden animiert seien und nur wenig originell. Die Hintergrundgeschichte sei unlogisch. SiN erinnere an Duke Nukem 3D. So besäße es zahlreiche Interaktionsmöglichkeiten samt Steuerung von Fahrzeugen, die zusammen mit missionsorientierten Gameplay für Abwechslung sorgen. Die Levelauswahl erhöhe den Wiederspielwert.

## Fortsetzung und Anime-Umsetzung

### SiN Episodes
Nach acht Jahren erschien 2006 der Nachfolger von SiN unter dem Namen SiN Episodes. Dieser benutzt die Source-Engine von Valve. Da auch nach verstärkten Bemühungen von Ritual kein Publisher vom kommerziellen Erfolg eines SiN 2 zu überzeugen war, schlug das Team eine völlig neuartige Art der Vermarktung und Refinanzierung eines Computerspieles ein. Über die digitale Plattform Steam soll das Spiel nach dem Konzept einer Fernsehserie vertrieben werden, mögliche weitere Episoden werden von der Kundenresonanz abhängen. Die erste Episode mit dem Titel Emergence ist am 10. Mai 2006 erschienen. In Deutschland verzögerte sich der Starttermin laut Valve wegen der noch fehlenden USK-Einstufung. Für die Sprachsamples der Hauptcharaktere wurden die Originalsprecher des ersten SiN engagiert. Die Distribution der Ladenversion übernahm Electronic Arts. Die geplanten Fortsetzungen wurden nie veröffentlicht, Entwickler Ritual Entertainment musste 2007 schließen.

### SiN: The Movie
SiN: The Movie ist ein Anime, welcher die Story von SiN zwar nicht direkt weiterführt, aber zum Teil darauf basiert. Der Film ist als normale, wie auch als Special Edition erschienen.

### Neuveröffentlichungen
2020 erwarb der Publisher Nightdive Studios die Rechte an der Marke SiN. Im März 2020 wurden sowohl ein Remaster als auch ein Remake von SiN angekündigt. Das Remake von SiN entsteht bei Slipgate Ironworks und 3D Realms, Nightdive Studios arbeitet hingegen an einer modernisierten Neuauflage des Originals namens SiN Reloaded.